# Cnemaspis spinicollis
Cnemaspis spinicollis este o specie de șopârle din genul Cnemaspis, familia Gekkonidae, descrisă de Müller 1907. Conform Catalogue of Life specia Cnemaspis spinicollis nu are subspecii cunoscute.